# Alberto López Fernández
Alberto López Fernández, deportivamente conocido como Alberto (Irún, Guipúzcoa, 20 de mayo de 1969), es un exfutbolista español y actualmente entrenador de fútbol. Jugaba como guardameta y tuvo una larga trayectoria de cerca de 350 partidos en la Primera División de España, jugando casi todos en las filas de la Real Sociedad de Fútbol, aunque finalizó su carrera en el Real Valladolid.

## Carrera como futbolista
Alberto López nació en la ciudad vasca de Irún el 20 de mayo de 1969. Su juego llamó la atención de los ojeadores de la Real Sociedad cuando este militaba en los juveniles del Club Deportivo Dumboa de Irún, que lo ficharon en 1987. Pasó a formar parte de la plantilla del San Sebastián CF, equipo filial de la Real Sociedad de Segunda división B, donde permanecería 4 temporadas; aunque su debut con el filial no se produjo hasta la tercera temporada, en 1991, debido a que fue cedido al Club Deportivo Pasajes.

### Real Sociedad
En 1992 abandonó la Real Sociedad José Luis González, portero titular del equipo, que ficha por el Valencia C. F.. El entrenador John Benjamin Toshack confió para ocupar su puesto en Javier Yubero, el joven portero del filial en detrimento de Patxi Hernández, que había sido el portero suplente de González. 
Alberto, por su parte, se hacía con la titularidad del filial para la temporada 1992-93. El futuro para Alberto era más bien incierto, ya que Yubero, un portero 3 años más joven que él y también procedente del Club Deportivo Dumboa , parecía contar con la total confianza del técnico. Sin embargo Yubero cuajó una pésima campaña en la portería donostiarra durante la temporada 1992-93, demostrando que todavía no estaba maduro para el puesto. Como el otro portero del equipo, Patxi, tampoco contaba con la confianza del técnico (salió del equipo al finalizar el año); Alberto tuvo su inesperada oportunidad. Su debut con la Real Sociedad de Fútbol se produjo en un partido de Copa del Rey ante el Real Madrid Club de Fútbol un 14 de abril de 1993. Ese mismo año disputó las cuatro últimas jornadas de Liga, como ensayo de la titularidad que tendría la temporada siguiente.
A partir de 1993, Alberto se convertiría durante 7 temporadas en el dueño indiscutible de la portería de la Real Sociedad jugando casi todos los partidos oficiales del equipo. Durante la campaña 1993-94 demostró una mayor solidez que Yubero en la temporada anterior, lo que le valdría asentarse en la titularidad del equipo. Tras la marcha de Yubero del equipo en 1994 y hasta 2000, Alberto tuvo como compañeros de equipo a veteranos porteros como Vicente Fernández Biurrun o Roberto Olabe Aranzabal, ya en la recta final de sus carreras que no hicieron sombra al portero de Irún y que actuaron como mentores suyos. El joven Iker Álvarez tampoco pudo disputarle el puesto en la temporada 1999-2000.
Alberto se distinguió en esas temporadas como un excelente portero bajo palos. Sin embargo contaba con dos puntos flacos, el juego con los pies y las salidas por alto, donde bajaba mucho su rendimiento. Durante esos años destaca el tercer puesto que obtuvo la Real Sociedad en la Liga la temporada 1997-98, que valió al equipo jugar la Copa de la UEFA.
En 2000, tras una pésima campaña del equipo y considerando que Alberto se había acomodado y que tenía ciertas carencias; el entrenador Javier Clemente decidió que debía haber una competencia real en la portería del equipo y fichó al internacional sueco Mattias Asper para el puesto. El fichaje de Asper supuso una pequeña conmoción en la afición realista, ya que el club tenía una larga tradición de excelentes porteros surgidos de su cantera y el fichaje de un portero extranjero chocaba directamente con esa tradición. Asper comenzó la temporada como titular, pero para el 7º partido de Liga, Alberto había recuperado su puesto. Alberto jugó 28 partidos en la temporada 2000-01.
Alberto comenzó la temporada 2001-02 como titular. Sin embargo, como en la temporada anterior, la Real Sociedad seguía en una profunda crisis de juego y resultados, y ni las actuaciones de Alberto convencían ni la opción de Asper tampoco. A mediados de la temporada llegó al equipo otro portero internacional, el holandés Sander Westerveld. Westerveld se hizo con el puesto y convenció tanto a los técnicos como a la afición.
La temporada 2002-03, la Real Sociedad cuajó una temporada sorprendente y estuvo a punto de obtener el título de Liga. Finalmente obtuvo el subcampeonato y se clasificó para la Liga de Campeones de la UEFA. En la portería de la Real Sociedad, Westerveld fue el titular indiscutible y Alberto actuó como suplente. Solamente jugó un partido de Liga aquella temporada, debido a una baja por enfermedad de Westerveld.
En la temporada 2003-04, una lesión de Westerveld a mitad de campaña permitió a Alberto volver a disponer de numerosos minutos. Jugó casi la mitad de los partidos de Liga y pudo debutar en la Champions League. La temporada fue muy discreta en la Liga, volviendo a los puestos traseros de la clasificación, aunque sin pasar demasiados apuros. 
En 2004 la Real Sociedad cedió a Westerveld al Real Club Deportivo Mallorca por motivos económicos y ascendió al primer equipo al joven Asier Riesgo. El entrenador realista, José María Amorrortu consideró que debía primar el futuro sobre la experiencia de un portero de 35 años y dio la titularidad al joven Riesgo. Alberto quedó como segunda opción de la portería y como mentor del joven portero. Durante las dos últimas temporadas llevó a cabo estas funciones, aunque en las ocasiones en las que ha tenido que jugar ha demostrado que sigue siendo un portero de solvencia.
Alberto ha estado ligado a la Real Sociedad 17 temporadas (13 de ellas al primer equipo). Ha jugado 377 partidos oficiales con la Real Sociedad, 346 de ellos en la Primera división española.

### Real Valladolid
Considerando que era ya demasiado veterano, la Real Sociedad decidió no renovarle al finalizar la temporada 2005-06, poniendo fin a una serie de contratos consecutivos de un año que había venido suscribiendo con el jugador durante las últimas campañas en las que este había sido suplente. Alberto declaró que no tenía previsto retirarse todavía a pesar de contar ya con 37 años y que se veía con fuerzas para seguir en el mundo del fútbol. El 11 de agosto de 2006 se anunció su fichaje para una temporada por el Real Valladolid de la Segunda división española.
El paso de Alberto por el Real Valladolid no pudo ser más exitoso. Siendo el portero titular del equipo, logró el ascenso a la Primera división española y obtuvo un Trofeo Zamora de Segunda División con una media de 0'80 goles encajados por partido, al recibir 28 goles en 35 partidos de liga jugados. Tras esa gran temporada Alberto se ganó la renovación y vuelve a jugar, ya con 38 años de edad, en la Primera división española la temporada 2007-08. En la siguiente temporada, el Real Valladolid le recuperó el último día del mercado de fichajes de la temporada 2008-09, renovando su contrato por un año, por lo que terminaría esa temporada con 40 años. En dicha temporada no jugó ningún partido de liga con el Real Valladolid ya que el entrenador, José Luis Mendilibar, prefirió confiar en Sergio Asenjo y Justo Villar. Sin embargo, fue el portero titular ante el Sporting de Gijón en los dos partidos de octavos de final de la Copa del Rey, completando, principalmente en el encuentro de vuelta en el estadio José Zorrilla, una actuación notable.

## Carrera como entrenador
A partir de su retirada como jugador, empezó a estudiar para ser entrenador, sacándose la licencia y entrenando al filial del Real Unión de Irún.
Durante los últimos años, participa de manera altruista en un torneo de tenis para exfutbolistas que se desarrolla en Zaragoza cada verano y en el que coincide con diferentes exjugadores recordando sus tiempos en activo.

### Deportivo Alavés
En la temporada 2013/2014 entró en el cuadro técnico del Deportivo Alavés como segundo de Natxo González, entrenador del equipo alavesista en Segunda División. La mala racha del equipo trajo consigo el cese de Natxo González a comienzos de diciembre de 2013, con el equipo entonces penúltimo en la clasificación a 3 puntos de la salvación. El Alavés fichó entonces a Juan Carlos Mandiá como nuevo entrenador, pero mantuvo a Alberto como segundo. Meses más tarde, el 24 de marzo de 2014, Juan Carlos Mandiá fue a su vez cesado como técnico del club. En aquel momento el equipo seguía penúltimo de la clasificación de Segunda División, pero ya a solo a falta de 11 jornadas, a una distancia de 5 puntos de la salvación y arrastrando una racha negativa de 5 derrotas en los últimos 6 partidos. En esa dífícil situación Alberto fue nombrado primer entrenador con contrato hasta final de temporada y el único objetivo de conseguir la permanencia.
Bajo la dirección de Alberto, tras un inicio titubeante con 2 empates en casa y una derrota a domicilio, que llevaron al Alavés al último puesto, los "babazorros" encadenaron una última buena racha final de 4 victorias, 2 derrotas y un empate (habiendo jugado sólo 3 de esos partidos en casa). Estos resultados les fueron insuficientes para salir de puestos de descenso, pero les permitieron llegar al menos con opciones de salvación a la última jornada. En esta última jornada el Alavés visitaba a un rival directo por la permanencia como el Real Jaén Club de Fútbol, con el que se encontraba empatado a puntos. A ambos clubes solo les valía la victoria y que al menos 2 de los equipos que les precedían en la tabla (Girona FC, Real Madrid Castilla, CD Mirandés y RCD Mallorca) fallaran en sus compromisos. En un dramático encuentro en el que el Alavés perdía 1-0 a falta de 10 minutos se produjo el milagro. Con 2 goles consecutivos en los minutos 82 y 83 los alavesistas dieron la vuelta al marcador. Aunque el Jaén fue capaz de empatar de nuevo al siguiente minuto (84), finalmente el Alavés consiguió el 2-3 en el minuto 89, logrando la victoria. Castilla y Mirandés perdieron sus encuentros también, lo que permitió al Alavés salvarse en la última jornada.
A raíz de este éxito Alberto fue renovado en el cargo por una temporada más. La temporada 2014-15 la entrenó Alberto en su totalidad y pudo considerarse también un éxito. El Alavés tuvo una temporada mucho más apacible que la anterior, logrando la salvación semanas antes de finalizar la temporada. Incluso durante cierta parte de la campaña albergó esperanzas de acercarse a los puestos de promoción, aunque no tuvo éxito y finalizó el año en mitad de la tabla. El 11 de junio de 2015 el club vitoriano anuncia que Alberto no continuará ejerciendo como entrenador, fichando a José Bordalás como sustituto.

### Real Valladolid
El 26 de abril de 2016 se anuncia su contratación como entrenador del Real Valladolid Club de Fútbol hasta final de temporada, en sustitución de Miguel Ángel Portugal. De este modo, Alberto vuelve a la que fue su casa durante las tres últimas temporadas de su carrera como futbolista.

## Selección autonómica
Disputó cuatro partidos amistosos con la Selección de Euskadi.

## Clubes

### Como jugador
| Club              | País   | Año       | Partidos |
| ----------------- | ------ | --------- | -------- |
| Pasajes K.E.      | España | 1987-1989 | S/D      |
| Real Sociedad "B" | España | 1989-1992 | 48       |
| Real Sociedad     | España | 1993-2006 | 346      |
| Real Valladolid   | España | 2006-2009 | 43       |

### Como entrenador
| Club                | País   | Año       | P  | PG | PE | PP | % v.  |
| ------------------- | ------ | --------- | -- | -- | -- | -- | ----- |
| Real Unión Club "B" | España | 2011-2012 |    |    |    |    |       |
| Deportivo Alavés    | España | 2014-2015 | 57 | 21 | 14 | 22 | 36.84 |
| Real Valladolid     | España | 2016      | 7  | 1  | 3  | 3  | 14.29 |

## Palmarés

### Como jugador
- Segunda División (España): 2006-2007

### Distinciones individuales
| Distinción                        | Año  |
| --------------------------------- | ---- |
| Trofeo Zamora de Segunda División | 2007 |